# Ernst Hoppenberg
Ernst Hoppenberg (Bremen, 26 juli 1878 – 29 september 1937) was een Duits zwemmer.
Hoppenberg nam eenmaal deel aan de Olympische Spelen; in 1900. In 1900 maakte hij deel uit van het Duitse team dat goud wist te veroveren op het onderdeel 4x200 m vrije slag. Hij nam tevens deel aan het onderdeel 200 meter rugslag. Ook hierin wist hij het goud te winnen.
Hoppenberg speelde voor de club Deutscher Schwimm-Verband Berlin.
Julius Frey · 
Max Hainle · 
Ernst Hoppenberg · 
Herbert von Petersdorff · 
Max Schöne
1900: Ernst Hoppenberg ·
1964: Jed Graef ·
1968: Roland Matthes ·
1972: Roland Matthes ·
1976: John Naber ·
1980: Sándor Wladár ·
1984: Rick Carey ·
1988: Igor Poljanski ·
1992: Martín López-Zubero ·
1996: Brad Bridgewater ·
2000: Lenny Krayzelburg ·
2004: Aaron Peirsol ·
2008: Ryan Lochte ·
2012: Tyler Clary ·
2016: Ryan Murphy ·
2020: Jevgeni Rylov ·
2024: Hubert Kós
- Gemeinsame Normdatei: 1034907441
- International Standard Name Identifier: 0000 0004 0894 8461
- Virtual International Authority File: 302139502